# 公投黨
公投黨（英語：Referendum Party）是在1994年至1997年間活躍於英國的歐洲懷疑主義政黨，以單一議題為主。該黨唯一的目標是推動舉行公投以決定英國應以何種形式參與歐盟。他們主張讓英國選民決定是加入歐洲聯邦國家，還是回歸為僅參與歐洲自由貿易區、但不涉及更廣泛政治功能的主權國家。
公投黨由英法雙重國籍的商人兼政客詹姆斯·戈德史密斯於1994年11月創立。他是一名歐洲懷疑論者，過去曾與英國執政的保守黨關係密切，同時也是法國運動黨的歐洲議會議員。他利用自己的財力和人脈推動這項新計畫，並獲得其他前保守黨成員的協助。該黨採取中央集權的階層式結構，使戈德史密斯幾乎完全掌控運作。儘管該黨未提供正式的黨員資格，但聲稱擁有16萬名註冊「支持者」，這一數字可能有所誇大。1997年，公投黨在大選前短暫擁有一名國會議員，當時來自雷蓋特的保守黨議員喬治·加德納倒戈加入該黨，但僅維持了兩週。
在籌備1997年5月的英國大選期間，公投黨在報紙廣告上的支出超過了當時執政的保守黨和其主要競爭對手工黨。該黨在659個選區中的547個選區派出了候選人，超越了以往任何英國大選中的小黨參選規模。最終，公投黨獲得了811,827票，佔全國總票數的2.6%；但未能在英國下議院贏得任何席次。該黨的支持力量主要集中在英格蘭南部和東部地區，而在倫敦市中心、英格蘭北部和蘇格蘭的支持最差。選後，選舉學家認為公投黨的參選影響了保守黨的選情，使其在4到16個議會席次上失利。選舉結束數月後，該黨更名為公投運動。1997年7月，該黨的創立者戈德史密斯去世，隨後該黨解散。部分支持者重新組成了持歐洲懷疑主義立場的壓力團體，名為民主運動；而其他許多支持者則加入了例如英國獨立黨和民主黨等歐洲懷疑主義的政黨。

## 成立

### 背景與理念

1995年的歐洲聯盟地圖，顯示公投黨成立一年後的情況

英國於1973年加入歐洲共同體（EC）。1993年馬斯垂克條約通過後，歐洲共同體成為歐洲聯盟（EU）。英國在1992年批准該條約，並於1994年至1995年間通過歐洲共同體法案，此舉在當時由首相約翰·梅杰領導的執政保守黨內部引發了極大的爭議和內鬥。這對梅杰政府造成了重大損害，其執政聲望在英國民眾中逐漸下降。多家英國報紙，包括《太陽報》、《每日電訊報》和《泰晤士報》，持續採取懷疑歐洲的立場。輿論調查顯示，英國民眾對歐盟的部分政策日益反感。更廣泛來說，歐盟整合進程的加速導致了其多個成員國內歐洲懷疑政黨的崛起。
安格魯-法國商人詹姆斯·戈德史密斯於1994年11月27日宣布成立公投黨。戈德史密斯曾堅定支持歐洲共同體，但在1990年代初逐漸對其失望，特別擔憂歐洲正在形成由布魯塞爾中央機構治理的超國家。他反對《馬斯垂克條約》，認為該條約加強了德國在歐洲的主導地位。作為一名貿易保護主義者，他還批評歐盟簽署的關稅暨貿易總協定，認為全球自由貿易將損害歐盟經濟和他的商業利益。
戈德史密斯曾有政治經驗，是持歐洲懷疑主義立場的法蘭西運動聯盟成員。1994年6月的法國歐洲議會選舉中，他當選歐洲議會議員。雖然他的父親弗蘭克·戈德史密斯曾是代表英國保守黨的國會議員，而戈德史密斯本人與保守黨在瑪格麗特·柴契爾領導時期關係密切，但他希望在保守黨之外開展運動，吸引對歐盟方向有跨黨派關切的支持者。在黨成立時，戈德史密斯的個人財富估計約為8億英鎊，並承諾投入2,000萬英鎊支持該黨。他保證至少花費1,000萬英鎊在下次大選中進行宣傳，以確保該黨的資金與英國主要政黨相當。戈德史密斯對英國政治的介入常被與美國的羅斯·佩羅和意大利的西爾維奧·貝盧斯科尼相比。
根據政治學家馬修·古德溫和羅伯特·福特的說法，公投黨是典型的單一議題政黨。類似地，政治學家尼爾·卡特（Neil Carter）、馬克·埃文斯（Mark Evans）、基斯·奧爾德曼（Keith Alderman）和西蒙·戈勒姆（Simon Gorham）認為它是單一議題運動，具有政黨和壓力團體的雙重屬性。雖然該黨參與選舉，但其專注於單一議題，並表示如果當選國會議員，唯一目標是確保舉行公投。該黨還聲稱，一旦實現主要目標，將自動解散；正如戈德史密斯在1995年10月的「目標聲明」中所述：「這是個單一議題的可分解政黨，實現目標後將自行解散。」
該黨於1996年11月28日宣布了其建議的公投問題：「你是否希望英國成為聯邦歐洲的一部分，還是希望英國回到主權國家聯盟，成為共同貿易市場的一部分？」 政治學家大衛·巴特勒和丹尼斯·卡瓦納指出，這一問題常因其「不切實際的模糊性」而被嘲笑，一些記者稱戈德史密斯的行動為「僅為公投的政黨」。戈德史密斯並未將該黨定位為明確反對歐盟，而是聲稱其對歐盟成員資格「完全保持中立」，只希望就此問題進行公投。該黨的主要問題措辭使部分政治學家指出，它「明顯揭示了戈德史密斯的歐洲懷疑主義立場」，隨著時間推移，該黨變得越發懷疑歐盟。

### 成立與成長
在成立的第一年，公投黨的組織尚未完善，主要以概念形式存在，具體影響有限。雖然戈德史密斯的財力使該黨獲得了大量宣傳，但它缺乏政黨通常擁有的核心機制，例如大規模的黨員或具政治經驗的成員。為了解決這些問題，戈德史密斯著手建立精密的行政中心並尋求專業知識以推動政治運動，並將總部設立在倫敦。到1995年10月，該黨建立了由中央、區域和選區構成的三級階層結構。
中央由戈德史密斯和內閣小組運作，其成員包括前保守黨財務主管麥克阿爾派恩勳爵及兩名前保守黨中央辦公室職員。中央有約50名工作人員，負責將戈德史密斯的指示傳達給十名區域協調員，然後再由協調員傳遞給各選區的候選人。這種自上而下且不民主的結構將決策權集中在戈德史密斯和中央，雖然削弱了區域與選區的自主性，但被認為有助於提高運動的效率。
公投黨並未像傳統政黨那樣要求會員支付入黨費，而是採用「支持者」制度，允許自願捐款。到1997年2月，該黨宣稱擁有16萬名註冊支持者，但其中一些人只是索取資訊，並未正式註冊為支持者。該黨發行報紙《公投黨新聞》，以吸引更廣泛的關注並擴大支持基礎。例如，1996年2月出版的一期報紙被寄送至2400萬個家庭，花費估計達200萬英鎊。
該黨還試圖吸引商界、藝術界和學術界的知名人士參加其重要活動。1996年10月，該黨在布萊頓舉行全國大會，40位講者向5000名觀眾發表演講。其中包括演員愛德華·福克斯、生態學家大衛·貝拉米、政客喬治·托馬斯以及動物園經營者約翰·阿斯諾爾。此次大會主要為了吸引媒體關注，花費約75萬英鎊，但據報部分不支持該黨的媒體被禁止參與。
早期支持者大致分為三類：堅定的歐洲懷疑者、不滿保守黨者，以及雖非歐洲懷疑者但堅信英國民眾應該就歐盟會員資格舉行公投的人士。當時，該黨主要被視為對執政保守黨的威脅，而保守黨正面臨嚴重的中期低迷。
1995年9月，該黨開始招募候選人參加下一次大選。 戈德史密斯也成功獲得一些名人支持。儘管戈德史密斯曾批評英國主流媒體，稱其報導是「一堆垃圾」，但該黨利用其財力在媒體上推廣其理念。該黨聘用了曾任柴契爾政府新聞官的伊恩·博蒙特協助宣傳。該黨支付大量費用在英國全國性報紙上刊登整版或雙版廣告，並製作了兩部影院廣告。這引來批評者指控其從事類似於美國佩羅的「支票政治」。
儘管面臨批評和嘲諷，該黨獲得了大量媒體曝光。在1997年大選前兩個月，保守黨議員喬治·加德納因批評梅杰而被當地保守黨分支取消提名，隨後轉而加入公投黨，使該黨首次在英國下議院獲得一個席次。

## 1997年大選

公投黨參加了1997年大選。圖片顯示各選區的選舉結果：藍色代表保守黨勝利，紅色代表工黨，橙色代表自由民主黨，綠色代表威爾斯黨，黃色代表蘇格蘭民族黨。公投黨未能贏得任何席次。在北愛爾蘭（公投黨未參選）中，席次全由當地政黨獲得。

到1997年大選時，民調顯示英國的疑歐情緒高漲，國家是否應繼續留在歐盟成為媒體經常討論的話題。許多媒體對歐盟持負面態度，主流報紙如《每日郵報》、《每日电讯报》和《泰晤士報》宣揚疑歐主義。這些辯論受到英國近期簽署《馬斯垂克條約》和國家可能採用歐元貨幣的影響。

### 競選活動
公投黨未參加1996年和1997年的任何補選。在1997年大選中，該黨匆忙選定候選人，候選人僅接受一次面試，沒有背景審查或篩選。候選人的競選經費全部由黨中央提供。1997年2月，候選人被召集到曼徹斯特的一家酒店參加培訓日，活動包括數小時的演講和一本手冊。許多人認為這次活動更像是公關活動而非認真培訓。
戈德史密斯的政黨在1997年的競選活動中是報紙廣告的最大投資者，它的支出是保守黨的三倍、工黨的五倍。戈德史密斯還利用其財力在1997年3月向五百萬英國家庭寄送了一份錄影帶。這在英國政治中是一項新策略，旨在繞過大眾媒體直達選民。錄影帶包裝並未標明由公投黨製作，而是附有多個標語：「你將看過最重要的影片」、「政客不想讓你知道的故事」，以及「如果你關心英國，請將此錄影帶傳遞下去」。影片長12分鐘，由《That's Life!》前主持人加文·坎貝爾主持，警告即將出現的「聯邦歐洲超級國家」。學者大衛·哈斯認為，影片故意設計為引發觀眾恐懼，透過「怪異的音效」、歐洲地圖上一抹藍色污漬蔓延的影像，以及德國總理赫爾穆特·科爾向鏡頭走近的慢動作來達成。哈斯認為影片「顯然將歐洲議題簡化到最低層次，並試圖震驚觀眾」。
公投黨獲得了英國廣播公司（BBC）提供的5分鐘政黨政治廣播時間，因為其參選人數超過50名。該黨堅持要求獲得三次播出，但BBC認為這對較小的新黨來說不成比例，且該黨尚無民選代表。該黨將此事訴諸高等法院，但法院支持BBC的立場。該廣播中，戈德史密斯直視鏡頭，為公投辯護。戈德史密斯暗指BBC有親歐盟的立場，將其稱為「布魯塞爾新聞公司」，並聲稱存在一場「沉默的陰謀」影響了對其黨的報導。

### 結果
在1997年5月1日舉行的大選中，公投黨共獲得811,827票，占全國總票數的2.6%。在參選的選區中，其得票率平均為3.1%。該黨有42名候選人獲得超過5%的選票，因此保住了競選保證金，當時的保證金為500英鎊；而有505名候選人未能保住保證金。
該黨在四個選區的得票率超過7%，包括在福克斯頓和海斯選區中，約翰·阿斯平納爾（John Aspinall）獲得8%的選票。 許多媒體將注意力集中在普特尼選區，該區戈德史密斯作為公投黨候選人挑戰現任保守黨議員大衛·梅勒；戈德史密斯僅獲得3.5%的選票，未能保住保證金，該席位最終由工黨候選人奪得。雖然未能贏得任何席次，但該黨展示了近代英國政治史上小型政黨的最佳表現。該黨在英格蘭南部和東部的支持率最高，特別是在老年人口和農業就業率高的地區。但在倫敦內城、英格蘭北部和蘇格蘭的支持率顯著較低；該黨在蘇格蘭僅獲得1.1%的選票。這可能反映了蘇格蘭更強的親歐盟情緒，或是認為該黨的疑歐主義是一種英格蘭民族主義，而非英國民族主義。
公投黨的表現比其疑歐對手英國獨立黨更成功，後者在參選的194個選區中平均得票率為1.2%。
大選最終由托尼·布萊爾領導的工黨獲勝，該黨採取親歐盟立場。工黨以壓倒性勝利當選，使得公投黨在選舉中的角色顯得無足輕重。保守黨僅獲得30.7%的選票，相較1992年的41.9%大幅下降，這是自1832年現代英國政黨政治確立以來的最低得票率。保守黨在下議院的席次從343席降至165席，為自1906年英國大選以來最低。對於保守黨選舉下滑的原因，有很多解釋，公投黨的影響並非主要因素。
許多保守黨人認為公投黨會讓保守黨在某些選區失去席次。安東尼·希思、羅傑·喬威爾、布里奇特·泰勒和卡特里娜·湯姆森的民調數據分析表明，「投票給公投黨的選民顯然具有強烈的疑歐傾向，但在其他方面並無特別之處。他們並未表現出在左右經濟議題上的極端保守立場，也非典型的右派意識形態者。」這些選民持有多樣化的意識形態立場，唯一的共同點是他們的疑歐主義。
政治學家約翰·柯蒂斯與選舉學專家邁克爾·斯蒂德分析指出，「只有少數保守黨席次損失可歸因於公投黨的參選」。他們估計，只有四個選區的結果因公投黨參選而有所改變。但巴特勒與卡瓦納認為公投黨對保守黨影響有限。然而，伊恩·麥卡利斯特與唐利·T·斯圖德拉的選區數據分析則認為，公投黨對保守黨的影響比先前研究顯示的更大。分析指出，公投黨讓保守黨平均損失了3.4%的選票。他們認為，有16個選區的保守黨候選人因公投黨參選而直接失敗，另有三個選區受其參選的間接影響。

## 解散與影響

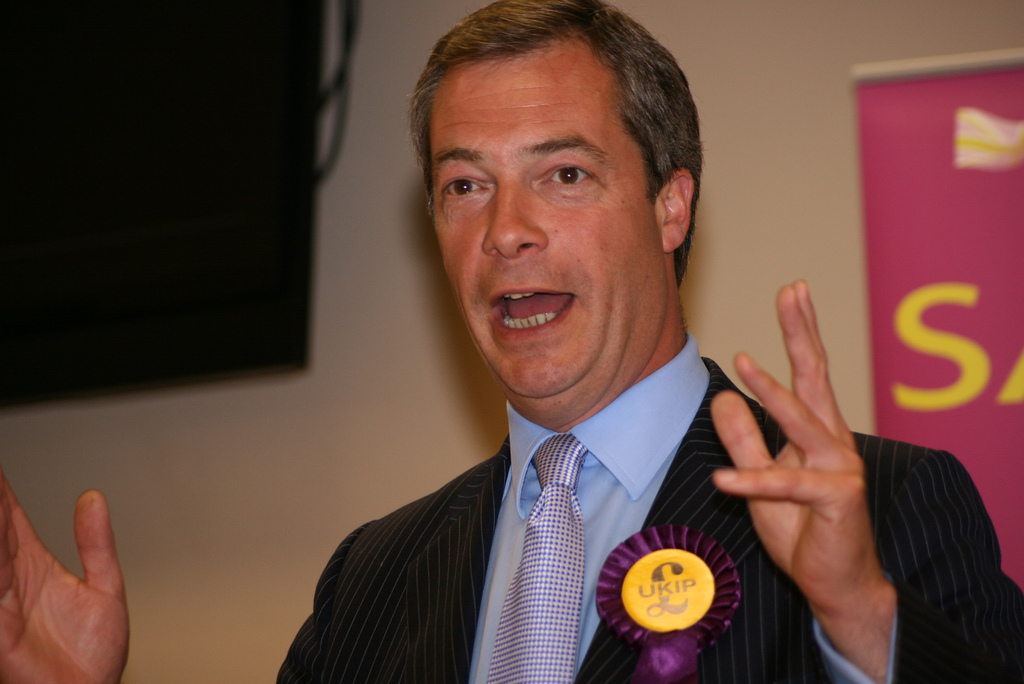
英國獨立黨（UKIP）主席奈傑爾·法拉吉招募了許多前公投黨的候選人加入其政黨。

選舉結束後，公投黨更名為公投運動。戈德史密斯患有胰臟癌，曾被醫生警告參與選舉會縮短壽命。他於1997年7月18日在西班牙貝納哈維斯去世，該黨隨後不久解散。部分成員轉而組成民主運動，這是與前保守黨支持者及億萬富翁商人保羅·賽克斯密切相關的倡議團體。在布萊爾的親歐盟政府執政下，疑歐主義勢力受到削弱。到1998年，有關英國舉行歐盟會員資格公投的可能性被認為與1995年一樣遙遠。
在英國獨立黨領袖麥克·霍姆斯的領導下，該黨主席奈傑·法拉吉開始招募前公投黨成員加入其政黨；根據法拉吉的說法，大約160名公投黨候選人加入了英國獨立黨。其中包括傑弗里·提特福德，他後來成為英國獨立黨的首批歐洲議會議員之一。其他一些前公投黨成員則加入了1998年成立的小型疑歐政黨民主黨。 在1999年肯辛頓和切爾西補選中，有一名候選人以現已解散的「公投黨」名義參選，最終排名第十一，僅獲得57票。在2001年英國大選中，過去支持公投黨的選民大多將選票投給了保守黨，其領袖威廉·黑格在競選活動中使用了疑歐言辭。
公投黨1997年大選的候選人之一的魯珀特·洛，在2019年歐洲議會選舉中當選為脫歐黨在西米德蘭茲選區的首席候選人，後來當選為改革英國在大雅茅斯選區的國會議員。脫歐黨的另一名歐洲議會議員詹姆斯·格蘭西，曾將脫歐黨與公投黨相比，稱其為「來自不同政治背景的團結而多元的群體」。

### 註解
1. ↑  Carter et al. 1998，第471頁; Heath et al. 1998，第95頁.
2. 1 2 3 4 5  Carter et al. 1998，第471頁.
3. ↑  Taggart 1998，第363頁.
4. 1 2  Carter et al. 1998，第470頁; Ford & Goodwin 2014，第26頁.
5. ↑  Wood, Nicholas. . The Times. 1994-11-28: 1.
6. 1 2 3 4 5  Carter et al. 1998，第470頁.
7. 1 2 3 4  Ford & Goodwin 2014，第26頁.
8. ↑  Butler & Kavanagh 1997，第71頁; Ford & Goodwin 2014，第26頁.
9. 1 2 3  Carter et al. 1998，第484頁.
10. ↑  Butler & Kavanagh 1997，第71頁; Carter et al. 1998，第4712頁; Heath et al. 1998，第95頁.
11. ↑  Andrew Pierce, "Goldsmith chooses his words for big question on Europe", The Times, London, 28 November 1996, p. 11.
12. ↑  Butler & Kavanagh 1997，第72頁.
13. 1 2 3  Ford & Goodwin 2014，第27頁.
14. ↑  Carter et al. 1998，第471–472頁.
15. 1 2  Carter et al. 1998，第472頁.
16. 1 2 3 4 5 6 7  Carter et al. 1998，第473頁.
17. ↑  Carter et al. 1998，第473–474頁.
18. 1 2 3 4 5 6 7  Carter et al. 1998，第474頁.
19. 1 2 3  Carter et al. 1998，第477頁.
20. ↑  Carter et al. 1998，第475, 478頁.
21. ↑  Carter et al. 1998，第475頁.
22. 1 2  Carter et al. 1998，第478頁.
23. ↑  Carter et al. 1998，第472–473頁.
24. ↑  Rawnsley, Andrew. . The Observer. 1995-09-03: 11.
25. ↑  Carter et al. 1998，第476頁.
26. ↑  Carter et al. 1998，第476–477頁.
27. ↑  Butler & Kavanagh 1997，第198頁; Barberis, McHugh & Tyldesley 2000，第138頁.
28. ↑  Grice, Andrew. . Sunday Times. 1997-03-09: 1.
29. 1 2  Ford & Goodwin 2014，第28頁.
30. 1 2 3 4  Carter et al. 1998，第479頁.
31. ↑  Carter et al. 1998，第481–482頁; Heath et al. 1998，第95頁.
32. 1 2  Butler & Kavanagh 1997，第242頁.
33. ↑  Butler & Kavanagh 1997，第219頁; Carter et al. 1998，第477頁; Ford & Goodwin 2014，第27頁.
34. 1 2  Hass 1997，第490頁.
35. ↑  Hass 1997，第490, 492頁.
36. ↑  Hass 1997，第492頁.
37. ↑  Hass 1997，第495頁.
38. ↑  Butler & Kavanagh 1997，第149頁; Hass 1997，第492頁; Carter et al. 1998，第477–478頁.
39. ↑  Butler & Kavanagh 1997，第149–150頁.
40. ↑  Hass 1997，第489頁.
41. 1 2 3  Carter et al. 1998，第483頁.
42. ↑  Carter et al. 1998，第483頁; Barberis, McHugh & Tyldesley 2000，第138頁; McAllister & Studlar 2000，第359頁.
43. ↑  Curtice & Steed 1997，第305頁; Carter et al. 1998，第483頁; Ford & Goodwin 2014，第30–31頁.
44. ↑  Denver & Garnett 2014，第11頁.
45. ↑  . Politicsresources.net.   [2015-07-16]. （原始内容存档于2011-09-21）.
46. 1 2  McAllister & Studlar 2000，第364頁.
47. ↑  . BBC News. 2001  [2022-05-29]. （原始内容存档于2025-01-21）.
48. ↑  Carter et al. 1998，第483頁; Heath et al. 1998，第95頁; Ford & Goodwin 2014，第31頁.
49. ↑  Curtice & Steed 1997，第306頁; Carter et al. 1998，第483頁; Ford & Goodwin 2014，第31頁.
50. ↑  Curtice & Steed 1997，第306頁; Ford & Goodwin 2014，第31頁.
51. ↑  Curtice & Steed 1997，第306頁; Heath et al. 1998，第96頁.
52. ↑  Curtice & Steed 1997，第306頁.
53. ↑  Curtice & Steed 1997，第305頁; Carter et al. 1998，第483頁.
54. 1 2 3  McAllister & Studlar 2000，第363頁.
55. ↑  Heath et al. 1998，第95頁.
56. ↑  Butler & Kavanagh 1997，第221頁.
57. ↑  Heath et al. 1998，第108頁.
58. 1 2  Ford & Goodwin 2014，第32頁.
59. 1 2  Curtice & Steed 1997，第308頁.
60. ↑  McAllister & Studlar 2000，第359, 365頁.
61. ↑  McAllister & Studlar 2000，第367頁.
62. 1 2  Barberis, McHugh & Tyldesley 2000，第138頁.
63. 1 2  Davenport-Hines 2004.
64. ↑  Ford & Goodwin 2014，第33頁.
65. ↑  Ford & Goodwin 2014，第37頁.
66. ↑  Watt, Nicholas. . The Guardian. 1999-11-05  [2010-01-11]. （原始内容存档于2021-06-24）.
67. ↑  Cowley et al. 2013，第268頁.
68. ↑  Ford & Goodwin 2014，第40頁.
69. ↑  . Daily Echo.   [2019-05-15]. （原始内容存档于2024-09-27）.
70. ↑  GBC News. . YouTube. 2019-05-16  [2025-03-28]. （原始内容存档于2021-02-07）.

### 書目
- Barberis, Peter; McHugh, John; Tyldesley, Mike. . London and New York: Pinter. 2000. ISBN 978-1-85567-264-2.
- Butler, David; Kavanagh, Dennis. . Basingstoke: Macmillan. 1997. ISBN 978-0-333-64776-9.
- Carter, Neil; Evans, Mark; Alderman, Keith; Gorham, Simon. . Parliamentary Affairs. 1998, 51 (3): 470–485. ISSN 0031-2290. doi:10.1093/oxfordjournals.pa.a028811.
- Cowley, Philip; Denver, David; Russell, Andrew; Harrison, Lisa. Philip Cowley; David Denver; Andrew Russell; Lisa Harrison , 编.  10. Parliamentary By-Elections 1999. Abingdon and New York: Routledge: 265–268. 2013 [2000]. ISBN 978-1135-27146-6.
- Curtice, John; Steed, Michael. David Butler; Dennis Kavanagh , 编. . Appendix 2: The Results Analysed. Basingstoke: Macmillan. 1997. ISBN 978-0-333-64776-9.
- Davenport-Hines, Richard. . . Oxford: Oxford University Press. 2004. doi:10.1093/ref:odnb/67149.
- Denver, David; Garnett, Mark. . Oxford and New York: Oxford University Press. 2014. ISBN 978-0-191-65423-7.
- Ford, Robert; Goodwin, Matthew. . London: Routledge. 2014. ISBN 978-0-415-66150-8.
- Hass, David. . Historical Journal of Film, Radio and Television. 1997, 17 (4): 489–499. ISSN 0143-9685. doi:10.1080/01439689700260931.
- Heath, Anthony; Jowell, Roger; Taylor, Bridget; Thomson, Katarina. . British Elections and Parties Review. 1998, 8 (1): 95–110. ISSN 1368-9886. doi:10.1080/13689889808413007.
- McAllister, Ian; Studlar, Donley T. . Party Politics. 2000, 6 (3): 359–371. ISSN 1354-0688. S2CID 145533140. doi:10.1177/1354068800006003006.
- Taggart, Paul. . European Journal of Political Research. 1998, 33 (3): 363–388. ISSN 0304-4130. S2CID 154283049. doi:10.1111/1475-6765.00387.